# Gamberale
Gamberale è un comune italiano di 267 abitanti della provincia di Chieti in Abruzzo.

## Geografia fisica
Comune più alto della provincia di Chieti, fa parte della comunità montana Medio Sangro.

## Storia
L'origine è da ricollegarsi al Medioevo, già nell'anno 1063 si parla di Gambarum in Valva tra le conquiste dei Normanni da parte di Goffredo d'Altavilla che si fece appoggiare da Roberto il Guiscardo e da Ruggero di Altavilla per puntare su Teate (Chieti). Il nome del paese compare nelle mappe nel XII secolo quando viene chiamato Gambarum in Valva (Valva è il nome romano dato alla città di Corfinium dopo che dagli stessi fu distrutta). La Valva è la diocesi cristiana nella quale era collocato il castrum e la chiesa di Gambarum siti sul monte San Michele; la città di Valva aveva come patrono San Pelino, già venerato dai Sanniti Peligni dopo la conversione al cattolicesimo dopo l'editto di Costantino nel 313 d.C., mentre Sulmona, facente parte della diocesi, aveva come patrono San Panfilo. La diocesi successivamente fu divisa in due e Gambarum, passò sotto quella di Sulmona, che in epoca moderna assorbì quella di Valva, contemporaneo vicariato di Castel di Sangro – Diocesi di Sulmona-Valva). Le sue case sono attorniate attorno ad un castello che risale al XIII secolo, il cui aspetto è frutto di ristrutturazione attuata nel secondo dopoguerra.
Nel 1167, sotto il Re Gugliemo II di Sicilia della famiglia normanna degli Altavilla, Raynaldo Gentilis ottiene in feudo: Sonellam (località a sud di Gamberale presso il fiume Sangro, corrispondente con l’attuale stazione ferroviaria Sangritana di Gamberale) che poteva fornire 2 cavalieri, Gambarum in Valva (1 cavaliere), Roccam de Albano (tra Taranta e Lama Peligna, 2 cavalieri), Montem Morescum (vicino Torricella Peligna, 2 cavalieri) e Tuculum (1 cavaliere). Inoltre a mezzo del nipote Aspromonte, ebbe in feudo Campum Lesante (vicino Roccascalegna) che poteva fornire 1 cavaliere. In totale Raynaldo poteva fornire all’Imperatore 9 cavalieri (aumentabili in caso di guerra a 16) + 27 soldati appiedati (aumentabili in caso di guerra a 48). (Pag.367 del Vindex Neapolitanea nobilitatis Caroli Borrelli 1653) https://archive.org/details/vindexneapolitan00borr/page/138/mode/2up.
Si ipotizza che, successivamente a questo periodo, venne ampliato il castello sul monte, che inglobò la precedente chiesa di San Michele, precedentemente costruita in data al momento ignota dai Longobardi, i quali avevano come Santo protettore l’Arcangelo Michele, tanto da stamparlo anche nelle monete in uso nel Ducato di Benevento, già dal 806 d.C..
Una stima del 1320 valutò il paese 5 once, 29 tarì e 19 grani. Le notizie successive vanno ricercate nel 1308. Nel 1309, nel 1323 e nel 1326 per le decime ai monaci ivi riparati per via delle invasioni dei Saraceni. Non si esclude che tali monaci fuggirono da Gambarie (frazione di Santo Stefano in Aspromonte), dove vi era un antichissimo monastero vicino al monte Basilicò) e perciò definiti in dialetto locale Gamerarri, de Gamerario e Gamararus, ma in realtà dell'ordine dei "Basiliani"; non a caso esiste una montagna di nome Basilio nel territorio di Gamberale. Nel XV secolo fu feudo di Raimondo d'Annecchino, nel XVI secolo di Giovanni Maria d'Annecchino, poi di Giovanni Crispano, indi venne venduto a Giuseppe Mellucci per 500 ducati, poi fu del marchese Odoardo Benedetti, nobile della provincia dell'Aquila, infine il 14 aprile 1777 dei Mascitelli di Atessa che furono gli ultimi baroni.
Nel 1943, dopo l'8 settembre quando il Re fece proclamare l'Armistizio, con i tedeschi armati in casa ed il grosso delle nostre truppe sparse nei Balcani ed in Russia, l'Italia centrale venne approntata come prima linea di difesa, lungo quei fiumi (Garigliano e Sangro), che dal Tirreno all'Adriatico, vennero comunemente identificati come la linea Gustav. Gamberale, per via della sua posizione lungo la valle del Sangro e la sua quota elevata, insieme a Pizzoferrato ed altri comuni della provincia de L'Aquila, vennero scelti come postazioni naturali di difesa, senza apprestare grandi costruzioni, come invece avvenne sulla linea Gotica.
Gli abitanti di Gamberale – che hanno vissuto la guerra ed hanno raccontato ai nipoti il loro vissuto – hanno riferito che furono invitati a sfollare dai soldati tedeschi, giunti a metà di ottobre 1943, per recarsi verso il mare e quindi in Puglia, dove gli Alleati erano pronti ad accoglierli. Qualche anziano non trasportabile e talune famiglie, decisero di restare, convinti che a breve i tedeschi sarebbero andati via: non fu così, rimasero fino alla fine di maggio 1944, quando la definitiva caduta del fronte, successiva allo sbarco di Anzio e la permanenza della testa di ponte, costrinsero il gen. Albert Konrad Kesselring a dare ordine di ripiegamento generale sulla Gotica, dove l'organizzazione TODT aveva predisposto costruzioni atte ad una difesa ad oltranza. In quel duro inverno 1943-1944, quasi 200 civili persero la vita, per via delle granate alleate, delle mine e delle sparatorie tedesche da parte del 1 FJD Fallschirm-Artillerie-Regiment 1Btl III, che aveva occupato le rovine del castello a 1343 metri, dopo l’intenso cannoneggiamento da parte degli inglesi, appostati a Capracotta (IS-Molise), il 24 dicembre 1943. Gli immobili che non furono distrutti dai tedeschi - per aprirsi le c.d. vie di osservazione, di tiro verso sud, per controllare il Sangro e le strade - furono distrutti dal cannoneggiamento alleato suddetto, a mezzo di obici BL 6 inch 26 (152 mm) cwt howitzer, che riversarono sul monte San Michele oltre un centinaio di granate esplosive, che ridussero in ruderi il castello e la chiesa. In primavera gli Inglesi a mezzo di soldati polacchi, tentarono di avvicinarsi alla montagna di San Michele, nei quali ruderi si erano appostati i soldati tedeschi. Il fuoco dei mortai, dei cannoni e delle mitragliatrici tedesche, li costrinse a ritirarsi a Casale Mosè a quota 1050 metri, con perdite. Un paio di tentativi da parte di commando inglesi, verso Pizzoferrato, furono stroncati con perdite. Alla fine i tedeschi abbandonarono Gamberale a fine maggio 1944. (Gamberale Il cammino della Storia del paese più alto dell’Abruzzo chietino Nunzio Pollice).

### Simboli
Lo stemma del comune di Gamberale è stato riconosciuto con DPCM del 15 maggio 1957.
Il gonfalone, concesso con DPR del 2 dicembre 1957, è un drappo trinciato di bianco e di rosso.

## Monumenti e luoghi d'interesse
- Chiesa di San Lorenzo Martire, ad un'unica navata con campanile a ridosso su di un lato. Costruita nel XVIII secolo in stile moderno e struttura a capanna, con annesso campanile.[11]
- Chiesa di Sant'Antonio. Si trova nella frazione Piano d'Ischia. È stata costruita nel secondo dopoguerra. L'interno è ad un'unica navata con tre campate con volta a botte e presbiterio. La facciata è semplice con coronamento a capanna ed annesso campanile.[12]
- 4 fontane scolpite da Ananas Kmielauskas, artista lituano, negli anni novanta. La fontana di Atteone, al centro del paese, la fontana del lupo e dell'agnello, la fontana di Alfeo ed Aretusa e la fontana di Aci, Galatea e Polifemo che si trova nella contrada Piano D'Ischia.
- Monumento all'alpino, che si trova al passo della Forcella; anche questo scolpito dallo scultore lituano Kmielauskas.
- Casa della famiglia Pollice. È sita in piazza San Lorenzo presso uno degli ingressi al paese abruzzese. L'edificio è a tre piani. La prima costruzione del palazzo viene fatta risalire al XVIII secolo. Unico segno d'interesse del palazzo è il portale in pietra calcarea inserito in due contrafforti al centro della facciata principale.[13]
- Castello di Gamberale. È sito nella parte più alta del centro storico a Piazza Castello. Attualmente, all'interno, una delle sale è adibita a sala riunioni del comune del paese stesso. La struttura è in stile pseudo-medievale costruito, verosimilmente su una preesistente chiesa. Un'iscrizione della facciata principale il castello è stato restaurato nel 1881 grazie a Pasquale Bucci, altri restauri sono dovuti alla distruzione della seconda guerra mondiale e del terremoto del 1984, quest'ultimo restauro donò al castello l'attuale aspetto pseudo-medievale. Le grondaie fanno penetrare tracce di umidità all'interno. Le facciate esterne sono intonacate di bianco che fanno da contrasto alle parti in pietra. La torre è provvista di merlatura in pietra.[14]

## Società

### Evoluzione demografica
Abitanti censiti

### Tradizioni e folclore
- 10 agosto: festa di San Lorenzo

## Cultura

### Cucina
La cucina gamberalese fa uso di prodotti propri del settore primario locale, come formaggi e prosciutti, e dei boschi vicini, quali i funghi porcini, utilizzati come condimento nei primi o come contorno nei secondi piatti. Questi ultimi comprendono piatti come l'agnello alla brace, il carpaccio e il cinghiale porchettato, mentre tra i dolci vi sono le pizzelle farcite con la crema.

## Economia

### Turismo
Gamberale e la vicina Pizzoferrato sono famose al livello regionale per la presenza di due impianti da sci sui Monti Pizzi, a circa 1600 m s.l.m.. Il primo impianto di sci fu quello costruito a Gamberale al passo della Forcella. È chiuso dal 1999.

## Amministrazione
| Periodo        | Periodo        | Primo cittadino | Partito                                                            | Carica  | Note          |
| -------------- | -------------- | --------------- | ------------------------------------------------------------------ | ------- | ------------- |
| 12 giugno 1994 | 26 maggio 2002 | Enzo Sciulli    | Lista civica                                                       | Sindaco | [ 17 ] [ 18 ] |
| 27 maggio 2002 | 6 maggio 2012  | Corrado Varrati | Lista civica di centro-destra (2002-2007) Lista civica (2007-2012) | Sindaco | [ 19 ] [ 20 ] |
| 7 maggio 2012  | in carica      | Maurizio Bucci  | Lista civica Insieme                                               | Sindaco | [ 1 ]         |